# Каштру-Дайре
Ка́штру-Да́йре (порт. Castro Daire; МФА: [ˈkaʃ.tɾu ˈdaj.ɾɨ], Ка́штру-Да́йри, «замок д'Айре») — муніципалітет і місто в Португалії, в окрузі Візеу. Розташований у центрально-північній частині країни, на теренах історичної португальської провінції Бейра. Належить до Ламегуської діоцезії Католицької церкви в Португалії. Права міського самоврядування має з 1185 року. Поділяється на 16 парафій. За адміністративним поділом, чинним до 1976 року, був складовою провінції Верхня Бейра. Площа муніципалітету — 379,04 км², населення муніципалітету — 15339 ос. (2011); густота населення — 40,47 осіб/км²
. Патрон — святий Петро. Святковий день муніципалітету — 29 червня. Поштовий індекс — 3600.  Код місцевої адміністративної одиниці — 1803. Складова статистичного регіону Північ.

## Географія
Каштру-Дайре розташоване на півночі Португалії, на заході округу Візеу.
Каштру-Дайре межує на півночі з муніципалітетами Сінфайнш, Резенде, Ламегу і Тарока, на сході — з муніципалітетом Віла-Нова-де-Пайва, на півдні — з муніципалітетом Візеу, на південному заході — з муніципалітетом Сан-Педру-ду-Сул,
на заході — з муніципалітетом Арока.

## Історія
Після 1185 року португальський король Саншу I надав Каштру-Дайре форал, яким визнав за поселенням статус містечка та муніципальні самоврядні права.

## Населення
| Кількість мешканців | Кількість мешканців | Кількість мешканців | Кількість мешканців | Кількість мешканців | Кількість мешканців | Кількість мешканців | Кількість мешканців | Кількість мешканців | Кількість мешканців | Кількість мешканців | Кількість мешканців | Кількість мешканців | Кількість мешканців | Кількість мешканців |
| ------------------- | ------------------- | ------------------- | ------------------- | ------------------- | ------------------- | ------------------- | ------------------- | ------------------- | ------------------- | ------------------- | ------------------- | ------------------- | ------------------- | ------------------- |
| 1864                | 1878                | 1890                | 1900                | 1911                | 1920                | 1930                | 1940                | 1950                | 1960                | 1970                | 1981                | 1991                | 2001                | 2011                |
| 19 138              | 20 128              | 19 931              | 21 274              | 23 278              | 21 990              | 24 076              | 24 788              | 26 656              | 25 031              | 21 505              | 20 411              | 18 156              | 16 990              | 15 339              |